# Senga Macfie
Senga Macfie, née le 18 octobre 1968 à Londres est une joueuse professionnelle de squash représentant l'Écosse. Elle atteint, en janvier 1995, la 16e place mondiale sur le circuit international, son meilleur classement. Elle est championne d'Europe en 1990. C'est la sœur de Helen Macfie également joueuse de squash,.

## Palmarès

### Titres
- Championnats d'Europe: 1990
- Championnats d'Écosse : 5 titres (1995, 2001, 2008, 2011, 2013)[4]

### Finales
- Championnats d'Europe par équipes : 2002